# Dê

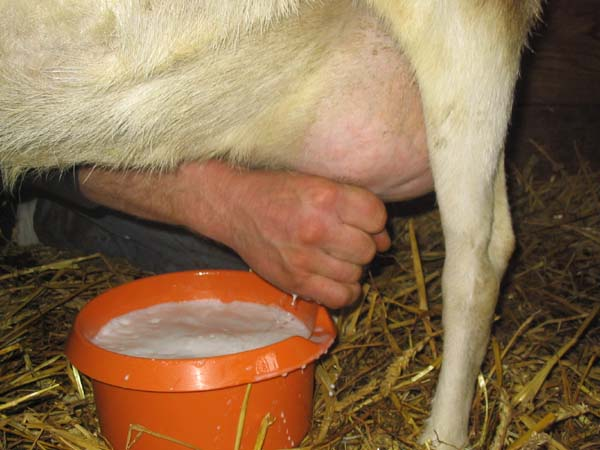
Vắt sữa dê

Dê (danh pháp hai phần: Capra hircus) là loài động vật nhai lại, chân có móng thuộc họ Bovidae. Chúng là loài gia súc, có lẽ sau chó và có lẽ cùng thời với cừu, được nuôi để lấy thịt dê, sữa dê và da dê. Đây là giống gia súc có khả năng sinh sản cao, cho nhiều thịt, mắn đẻ, và là một đối tượng của việc chăn nuôi gia súc lấy sữa. Dê sinh sống ở khắp nơi, từ những vùng nóng như châu Phi đến những vùng lạnh như châu Âu, từ vùng đồng bằng cho đến vùng đồi núi.
Ngoài ra dê còn được phân làm hai nhóm là dê hoang và dê nhà:
- Dê hoang (Capra aegagrus) hay dê núi, dê rừng sống thành bầy đàn và sống ở những môi trường như rừng, đồi núi...
- Dê nhà (Capra aegagrus hircus) cũng sống thành bầy đàn nhưng được con người chăn nuôi và sống ở chuồng, hoặc một vùng đất của chủ đàn dê được chăn nuôi ở vùng đất đó... Dê nhà nuôi để khai thác những giá trị kinh tế có từ dê.

## Đặc điểm

### Hình dáng
Dê có một bộ lông tơ mịn bao phủ khắp người. Bộ lông có thể chỉ có một màu hoặc nhiều màu, thường là màu đen, xám, trắng, nâu... Lông dê dài ngắn tùy theo loài và tùy theo các địa điểm địa lý khác nhau mà chúng sống, ví dụ như những loài dê sống ở vùng nóng thì lông ngắn và thưa, còn những loài dê sống ở vùng lạnh thì lông dài và rậm hơn (như ở các vùng đồi núi hoặc những nơi cao hơn mực nước biển). Ở dê cả con đực và con cái có thể có sừng hoặc không có sừng. Sừng dê có nhiều hình dáng (cong ngược về phía sau, thẳng đứng, uốn cong hình trôn ốc...). Cả dê cái và dê đực đều có râu tùy loài.

### Tiêu hóa
Dê thuộc loại súc vật nhai lại như trâu, bò, cừu... Bộ máy tiêu hóa của dê được cấu tạo để có thể tiêu hóa được đủ loại thức ăn khác nhau (như vỏ cây, các loại cây cằn cỗi...). Miệng của dê tuy nhỏ nhưng môi lại rất mềm nên có thể gặm được nhiều loại thức ăn (như cỏ, cành, lá, gai góc, vỏ cây...). Lưỡi dê có nhiều loại gai thịt là đầu dây thần kinh khác nhau, các gai này không những phân biệt được mùi vị mà còn có thể ước lượng được độ cứng, mềm của thức ăn.
Hàm trên không có răng cửa nhưng thay vào đó là một khối xương lớn, có thể coi như một răng cửa lớn đối diện với 8 răng cửa ở hàm dưới. Dê dùng răng cửa ở hàm dưới cắt nhỏ những đồ ăn dài và cứng (như cành, bụi cây...) bằng cách nghiến vào khối xương ở hàm trên, sau đó dùng 12 cặp răng hàm để nghiền thêm. Khi ăn, dê dùng lưỡi để vơ lấy đồ ăn. Dê không nhai kỹ mà chỉ nhai sơ qua rồi nuốt nhanh.
Dạ dày của dê là một cơ quan rất lớn, dung tích có thể lên tới 30 lít chiếm hết xoang bụng bên trái, được chia thành 4 ngăn với các chức năng riêng biệt, có thể coi như 4 dạ dày nhỏ. Bốn túi này có kích thước và công dụng khác nhau, gồm:
- Dạ cỏ là túi lớn nhất, chiếm khoảng 80% thể tích toàn dạ dày dùng để chứa thức ăn vừa nuốt vào.
- Dạ tổ ong là túi nhỏ nhất, dung tích chiếm khoảng 1-2 lít toàn dạ dày, mặt trong có nhiều ô năm góc, dùng để nghiền thức ăn.
- Dạ lá sách lớn hơn dạ tổ ong, mặt trong có nhiều lá thịt mỏng xếp lại (như các trang sách), dùng để ép thức ăn thu hút những chất dinh dưỡng dưới thể lỏng.
- Dạ múi khế dài khoảng 40 cm có nhiều tuyến tiêu hóa và mạch máu nên mềm và xốp.

Thức ăn sau khi qua 4 túi của dạ dày sẽ được chuyển tới ruột non gồm các tuyến nhỏ để hấp thụ chất dinh dưỡng nuôi cơ thể, phần dư thải còn lại sẽ được tống xuống ruột già để bài tiết ra ngoài.

### Sinh trưởng
Dê là loài động vật có khả năng sinh sản rất nhanh (hơn cả bò, trâu...). Đa số các loài dê đến 6-8 tháng tuổi là đến tuổi động dục. Thời gian dê mang thai khoảng 140 ngày. Chính vì tốc độ sinh sản nhanh cùng với thói quen ăn nhiều của dê mà ở có một số khuyến cáo không nên thả rông dê nhà mà không kiểm soát.
Bảng dưới đây liệt kê đặc điểm sinh trưởng của một số giống dê nhà:
| Lứa tuổi      | Dê cỏ   | Dê Bách Thảo | Dê barbary | Dê Jumnapari | Dê Beetal |
| ------------- | ------- | ------------ | ---------- | ------------ | --------- |
| Sơ sinh: Đực  | 2,29 kg | 2,78 kg      | 2,31 kg    | 3,41 kg      | 3,5 kg    |
| Cái           | 1,62 kg | 2,3 kg       | 2,19 kg    | 3,0 kg       | 3,0 kg    |
| 3 tháng: Đực  | 6,1 kg  | 11,6 kg      | 9,4 kg     | 12,4 kg      | 12,98 kg  |
| Cái           | 5,3 kg  | 10,1 kg      | 9,1 kg     | 11,7 kg      | 10,7 kg   |
| 6 tháng: Đực  | 9,7 kg  | 17,9 kg      | 14,87 kg   | 18,6 kg      | 19 kg     |
| Cái           | 8,2 kg  | 15,9 kg      | 12,5 kg    | 14,6 kg      | 15,4 kg   |
| 9 tháng: Đực  | 14,3 kg | 25,5 kg      | 19,4 kg    | 24,0 kg      | 26,6 kg   |
| Cái           | 13,7 kg | 22,1 kg      | 15,3 kg    | 20,6 kg      | 22,9 kg   |
| 12 tháng: Đực | 19,8 kg | 31,4 kg      | 23,3 kg    | 30,2 kg      | 31,6 kg   |
| Cái           | 17,2 kg | 26,81 kg     | 18,31 kg   | 29,4 kg      | 25,7 kg   |
| 18 tháng: Đực | 25,0 kg | 41,7 kg      | 31,1 kg    | 39,3 kg      | 40,9 kg   |
| Cái           | 20,7 kg | 33,5 kg      | 21,8 kg    | 27,1 kg      | 29,6 kg   |
| 24 tháng: Đực | 28,0 kg | 46,2 kg      | 34,7 kg    | 47,5 kg      | 50 kg     |
| Cái           | 22,8 kg | 35,3 kg      | 23,71 kg   | 29,0 kg      | 33,0 kg   |
| 30 tháng: Đực | 32,8 kg | 54,3 kg      | 39,7 kg    | 54,4 kg      | 56,2 kg   |
| Cái           | 25,7 kg | 38,6 kg      | 25,8 kg    | 32,1 kg      | 36,0 kg   |
| 36 tháng: Đực | 36,6 kg | 57,3 kg      | 44,9 kg    | 59,5 kg      | 62,3 kg   |
| Cái           | 27,6 kg | 40,6 kg      | 28,0 kg    | 36,2 kg      | 40,1 kg   |

## Các giống dê

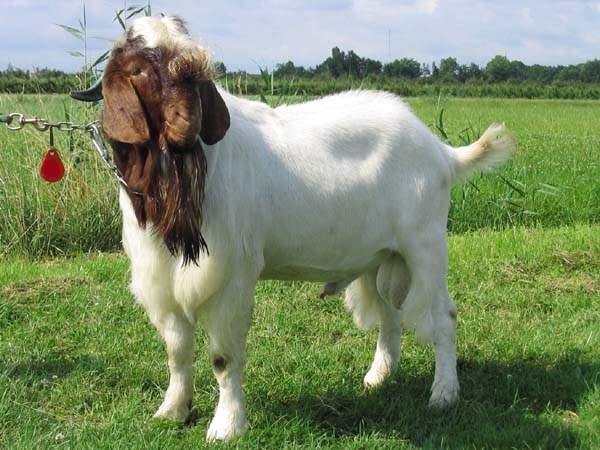
Một con dê thuộc giống dê Boer

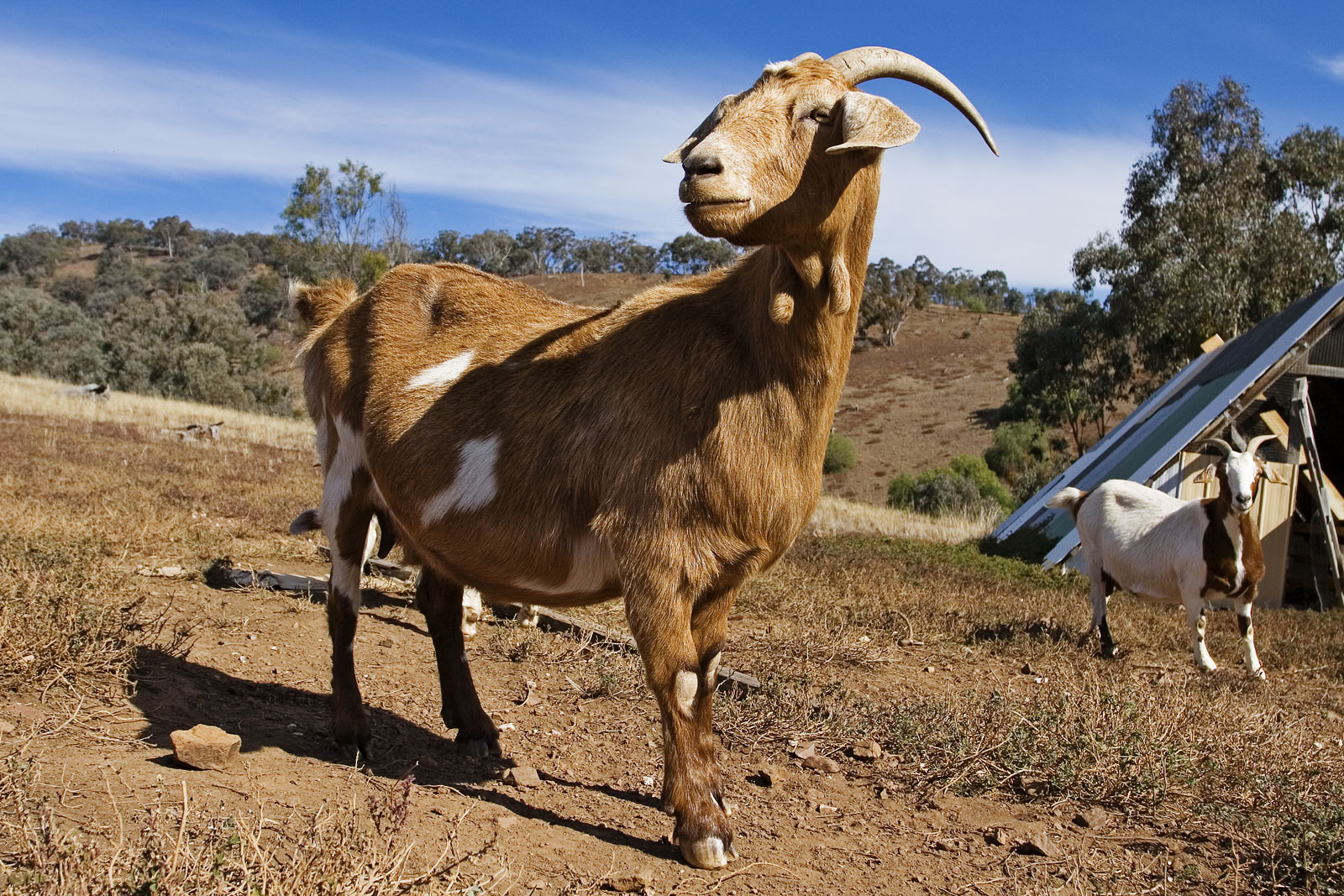

Dê có nhiều loài. Một số loài được kể đến như:
- Dê Ibex có nhiều tại vùng núi non thuộc Sudan và Siberia cũng như tại vùng núi Alps và Caucasus.
- Dê núi Rocky sinh sống chủ yếu tại Hoa Kỳ và Canada.
- Dê Saanen
- Dê Togenburg
- Dê Alpine
- Dê Alpine Thụy Sĩ
- Dê Chamoise
- Dê Brienz
- Dê Cou Blanc (Cổ Trắng)
- Dê Cou Noir (Cổ Đen)
- Dê Cou Clair
- Dê Angora
- Dê Cashmere
- Dê cỏ hay dê nội
- Dê Bách Thảo
- Dê barbary
- Dê Jumnapari
- Dê Beetal
- Dê Hà Lan

## Giá trị kinh tế
Dê là loài động vật cung cấp nhiều giá trị kinh tế. Nuôi dê:
- Để lấy thực phẩm (thịt dê, sữa...)
- Để lấy sữa (sữa dê không chỉ làm thực phẩm mà, các sản phẩm như sữa rửa mặt, sửa tắm,... cũng có thành phần chiết xuất từ sữa dê)
- Để lấy lông (làm áo ấm, chăn...), lấy da, lấy sừng (dùng để trang trí trong nhà...),...
- Để làm cảnh.

## Trong văn hóa

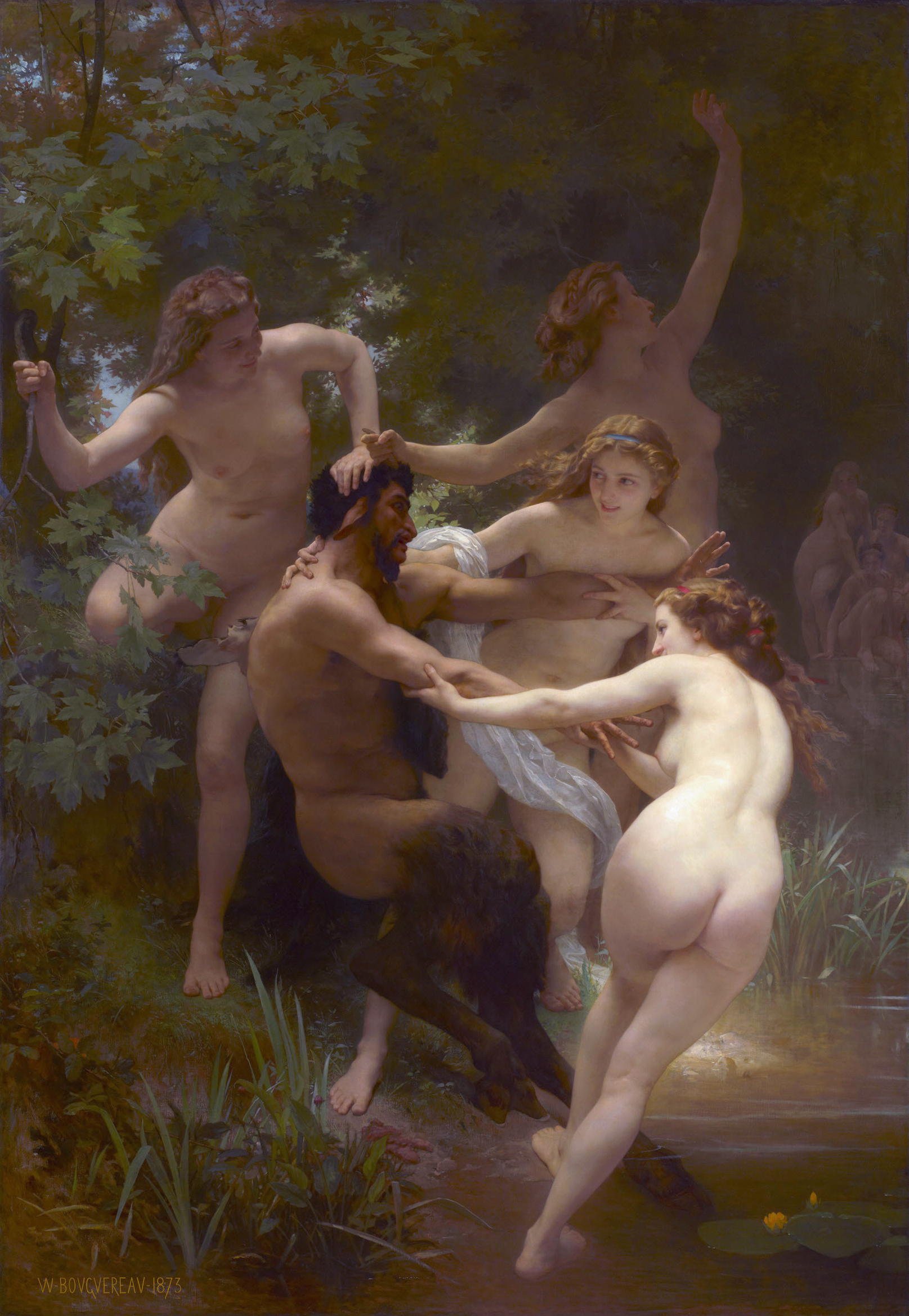
Họa phẩm về thần dê và các thần nữ

Trong văn hóa, dê là biểu hiện cho thói dâm đãng vì khả năng động dục của dê, cũng như tiếng kêu be, be như một tiếng cười ngặt nghẽo và dâm dật. Dê còn là vật tế thần, vật hi sinh ở cả phương Tây lẫn phương Đông. Trong văn hóa phương Đông dê là một trong 12 con giáp, đại biểu cho địa chi (Mùi), và cũng nằm trong tam sinh lục súc (三牲六畜), trong văn hóa phương Tây, dê nằm trong 12 cung Hoàng đạo với hình tượng Ma Kết, dê còn xuất hiện trong thần thoại Hy Lạp, Bắc Âu và đặc biệt là trong Kitô giáo với hình tượng con dê gánh tội (oan dương).
Dê là một trong những thần vật được người Ai Cập sùng bái vì sự đóng góp quan trọng của dê đối với đời sống con người. Một số dân tộc khác lại dùng dê làm vật tế thần. Người Ai Cập dùng dê dâng cho các ác thần để thay thế cho con người. Vào thời cổ La Mã, trong lễ hội Lupercalia cử hành vào ngày 15 tháng Giêng đầu năm, các thầy tế dâng lên thần linh một con dê và một con chó để cầu cho mưa thuận gió hòa và mọi người được sạch tội. Da dê sau đó được chia ra từng mảnh nhỏ để các chàng trai mang trong mình như lá bùa giúp mùa màng tươi tốt. Phụ nữ La Mã cũng tìm đủ cách để chạm được tay vào miếng da dê tế thần vì họ tin tưởng rằng làm như vậy sẽ sinh nở dễ dàng hơn. Vì vậy, sau hội Lupercania, nhiều đôi trai gái nên duyên nhờ miếng da dê.
Trong Thiên Chúa Giáo, hình ảnh con chiên, con dê rất gần gũi với người Do Thái từ mấy ngàn năm nay. Đức chúa Giêsu chào đời trong máng cỏ tại một hang có nhiều dê, chiên, lừa... thở hơi ấm. Ngoài ra, hình ảnh con chiên, con dê hy sinh, nhận lãnh làm của đền tội cho dân Do Thái không một lời than van thực ra là hình ảnh của chúa Giêsu gánh nhận trên vai mọi tội lỗi của nhân loại, như lời tiên tri Isaia đã nói trước 700 năm: "Người đã gánh mọi tội ác, mọi yếu đuối trên mình". Cũng chính vì sự so sánh này mà hàng ngày các giáo dân thường cầu nguyện "Lạy Chiên Thiên Chúa, Đấng xóa tội trần gian, xin thương xót chúng tôi..."
Theo những sách kinh thánh con dê đực thường được xem là một con vật xấu, gian tà, đối ngược với cừu, mà được cho là có phẩm chất tốt. Trong Phúc Âm Mátthêu (Matthäus|25|31), Christus đã kêu các dân tộc lại, và như một mục đồng phân biệt các con cừu và dê thành nhóm tốt và xấu. Người mục đồng tụ tập các con cừu tốt sang bên phải và các con dê xấu về bên trái. Christus ban phúc lành với tay phải cho những con được lên trên trời, trong khi bên trái là những con phải xuống địa ngục.

## Hình ảnh

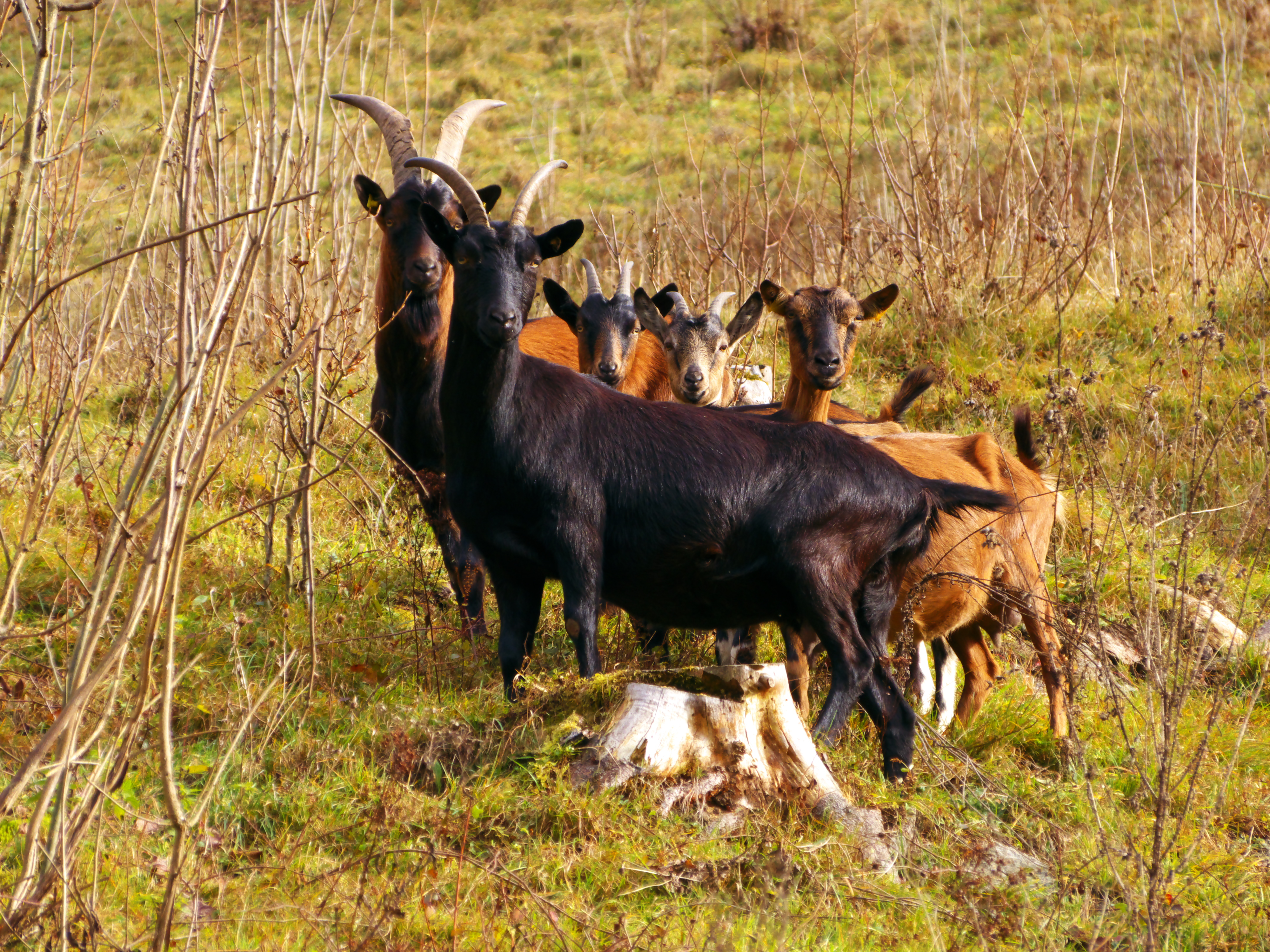
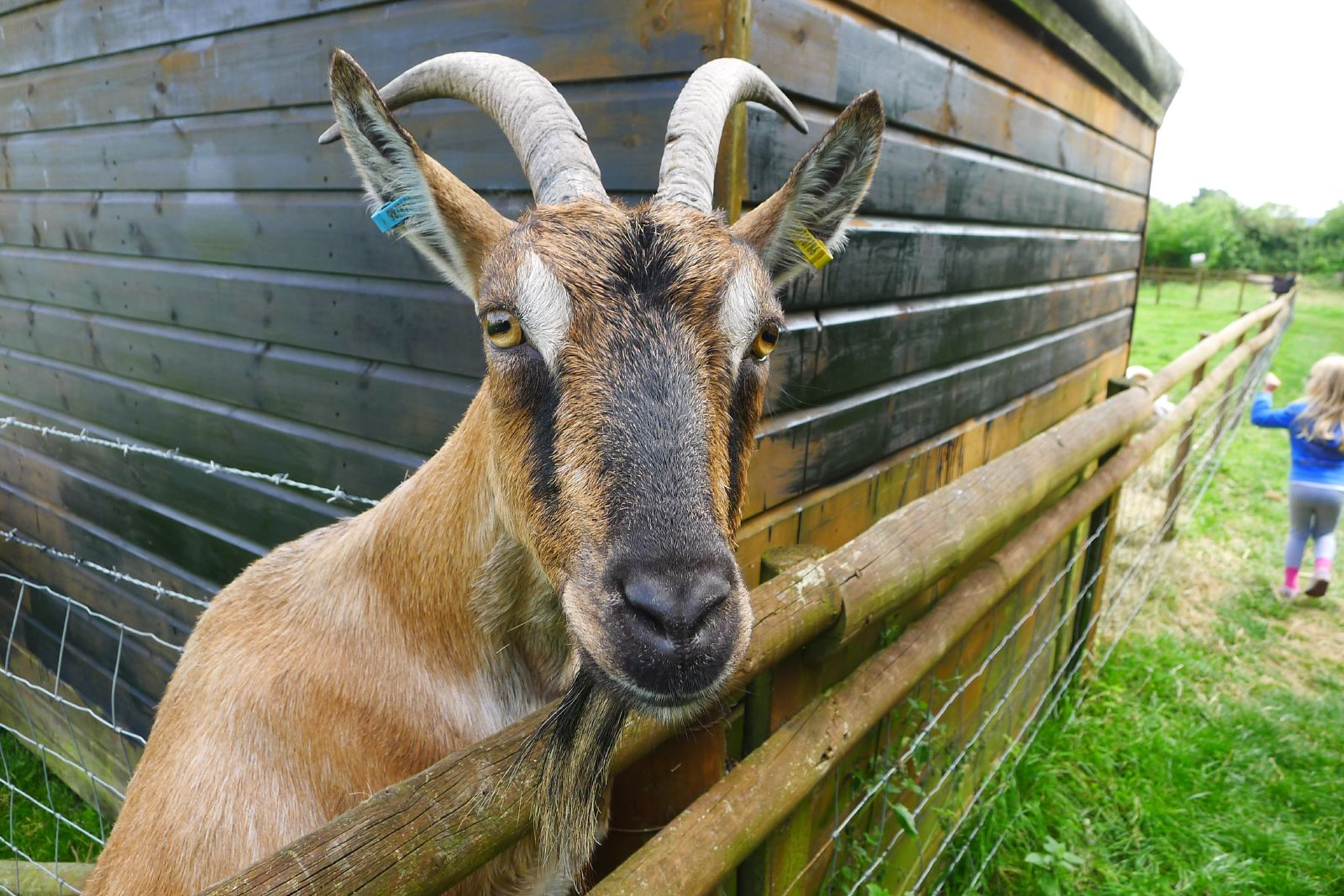
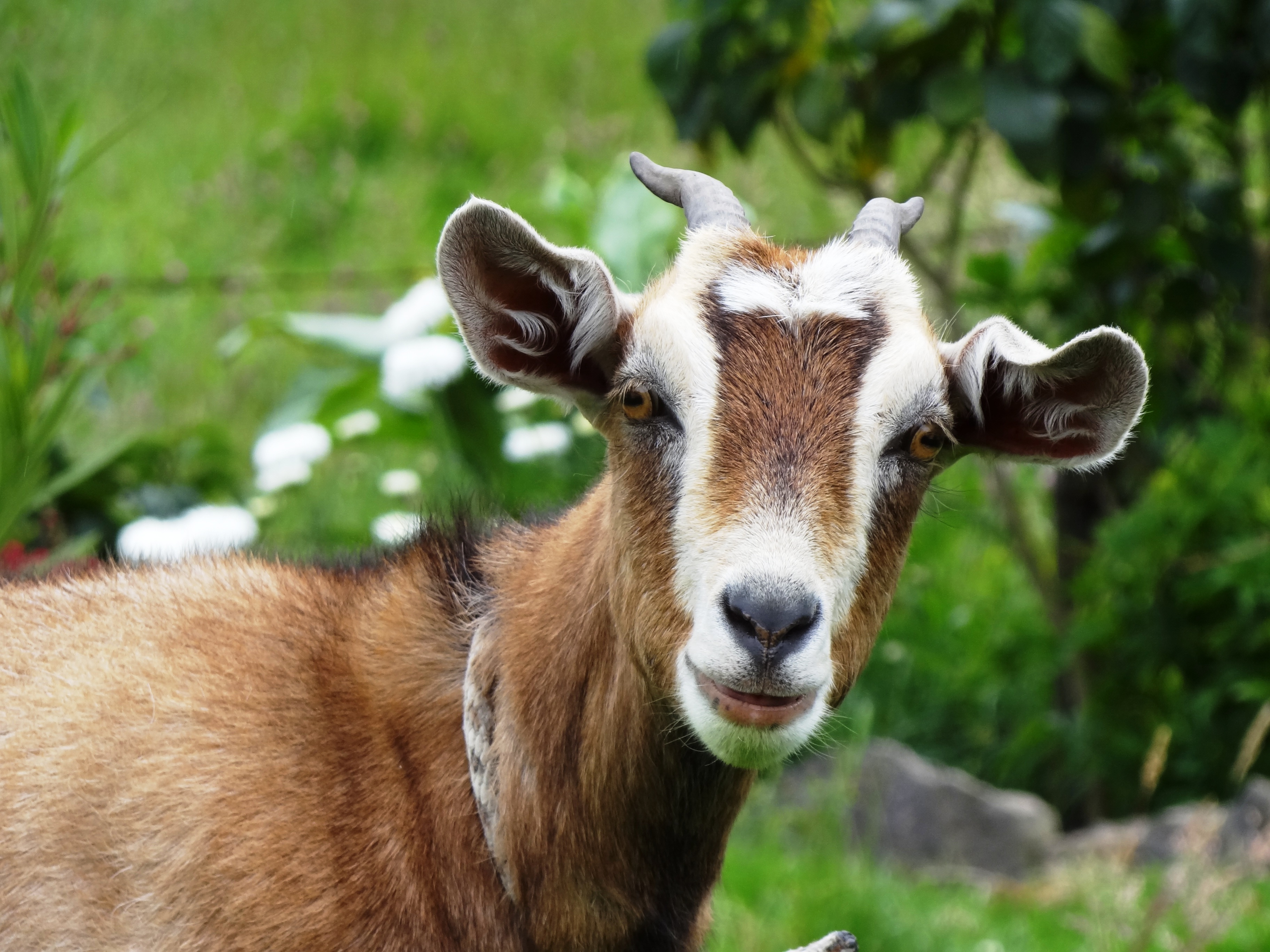
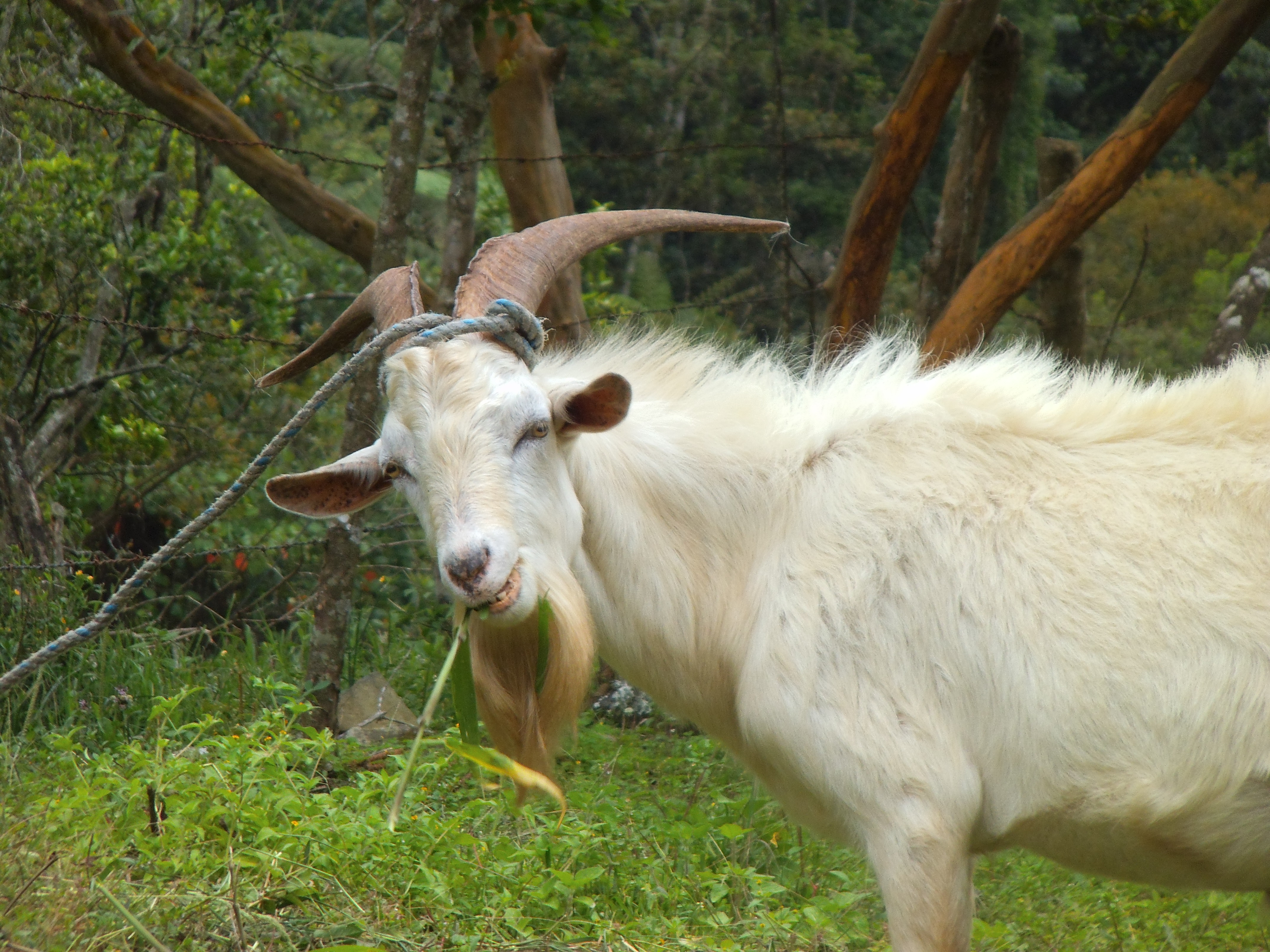
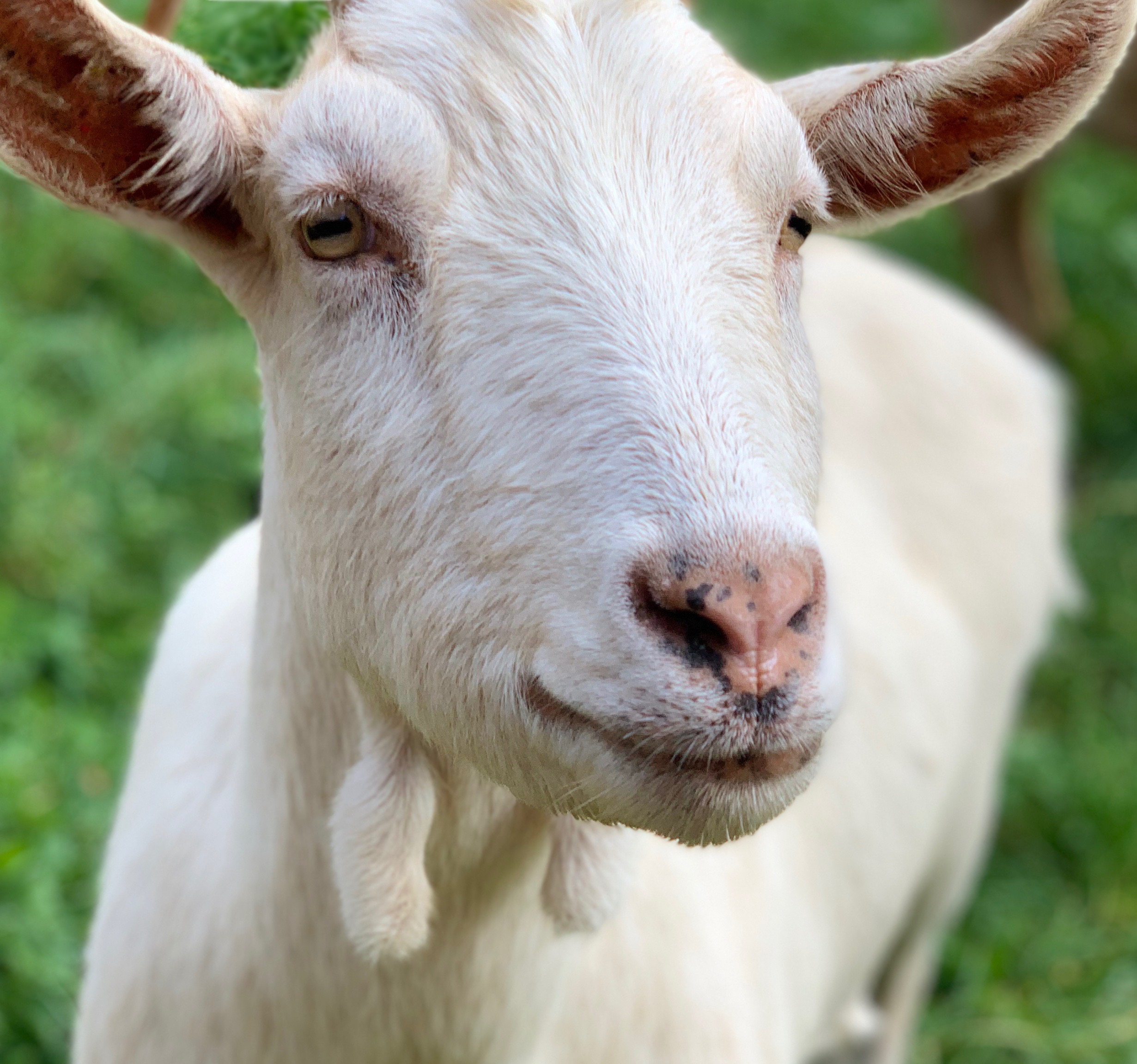
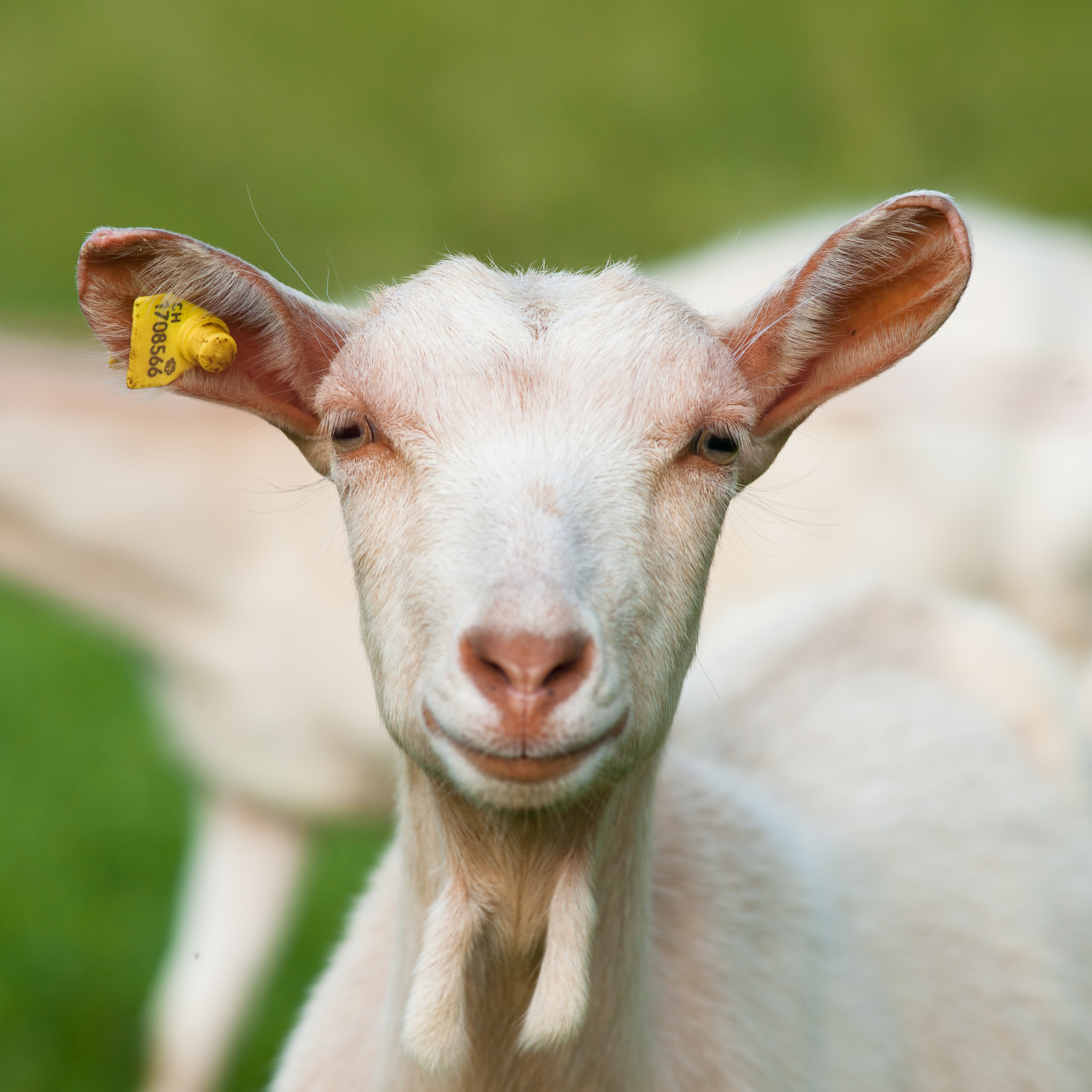
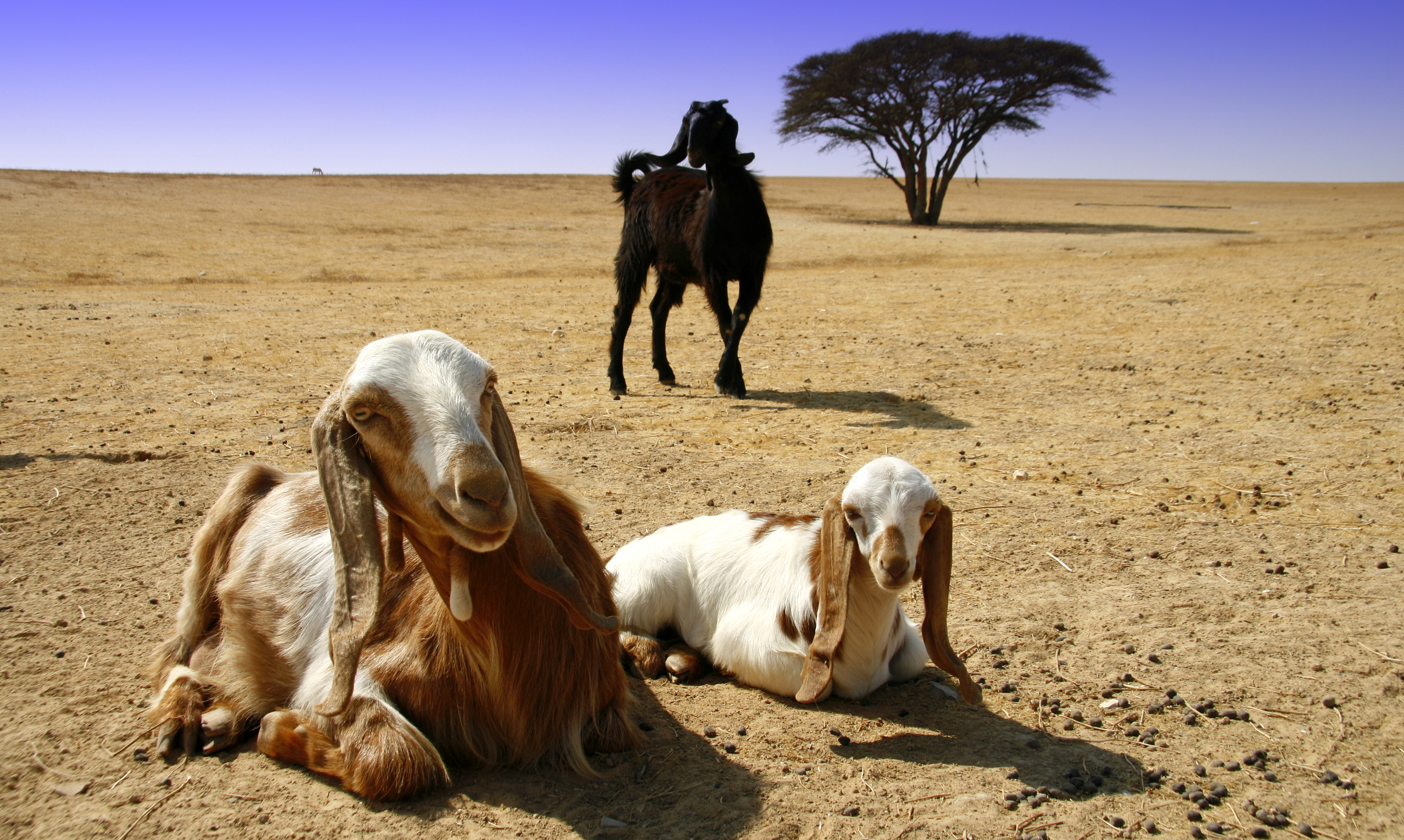
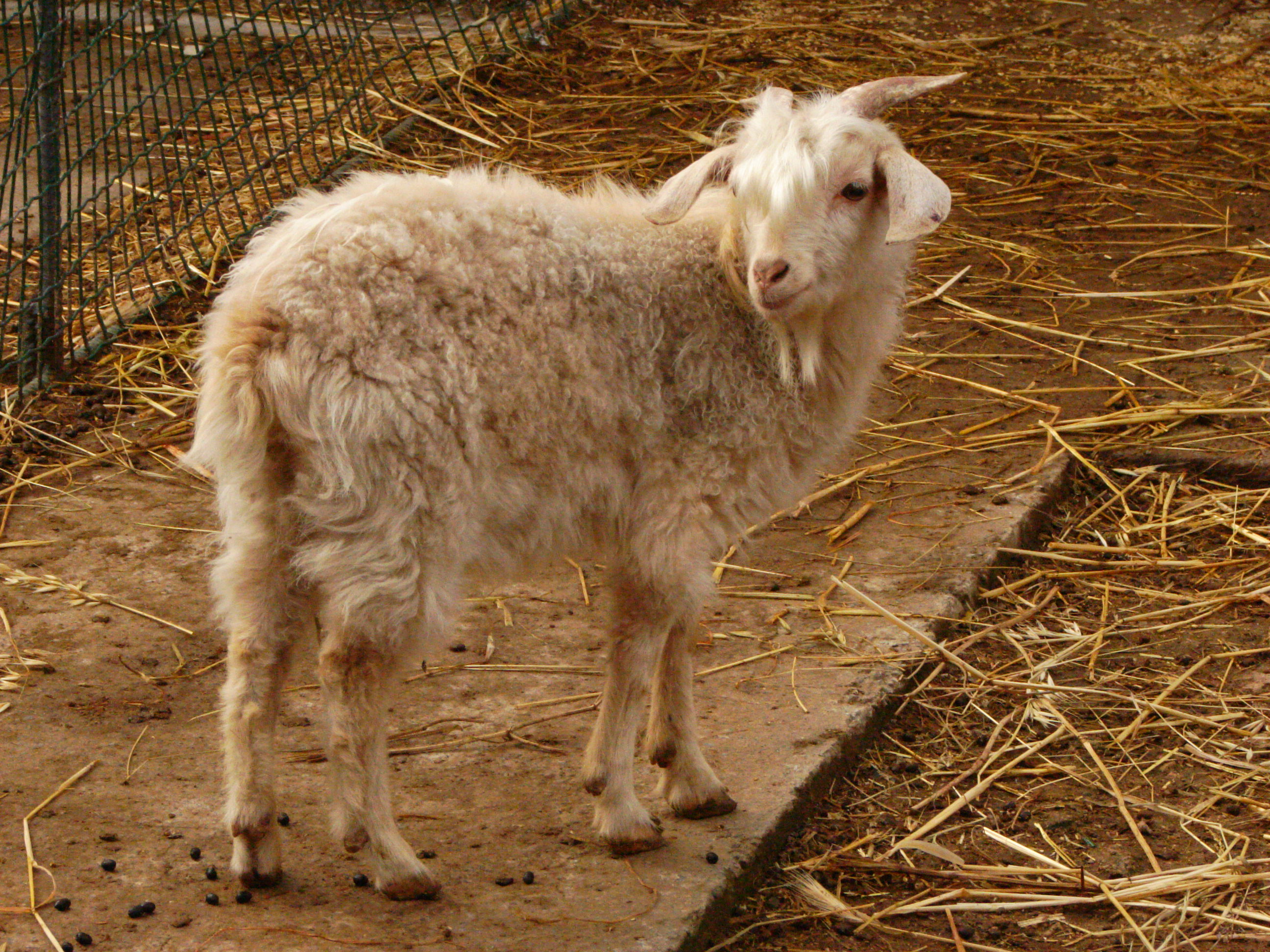
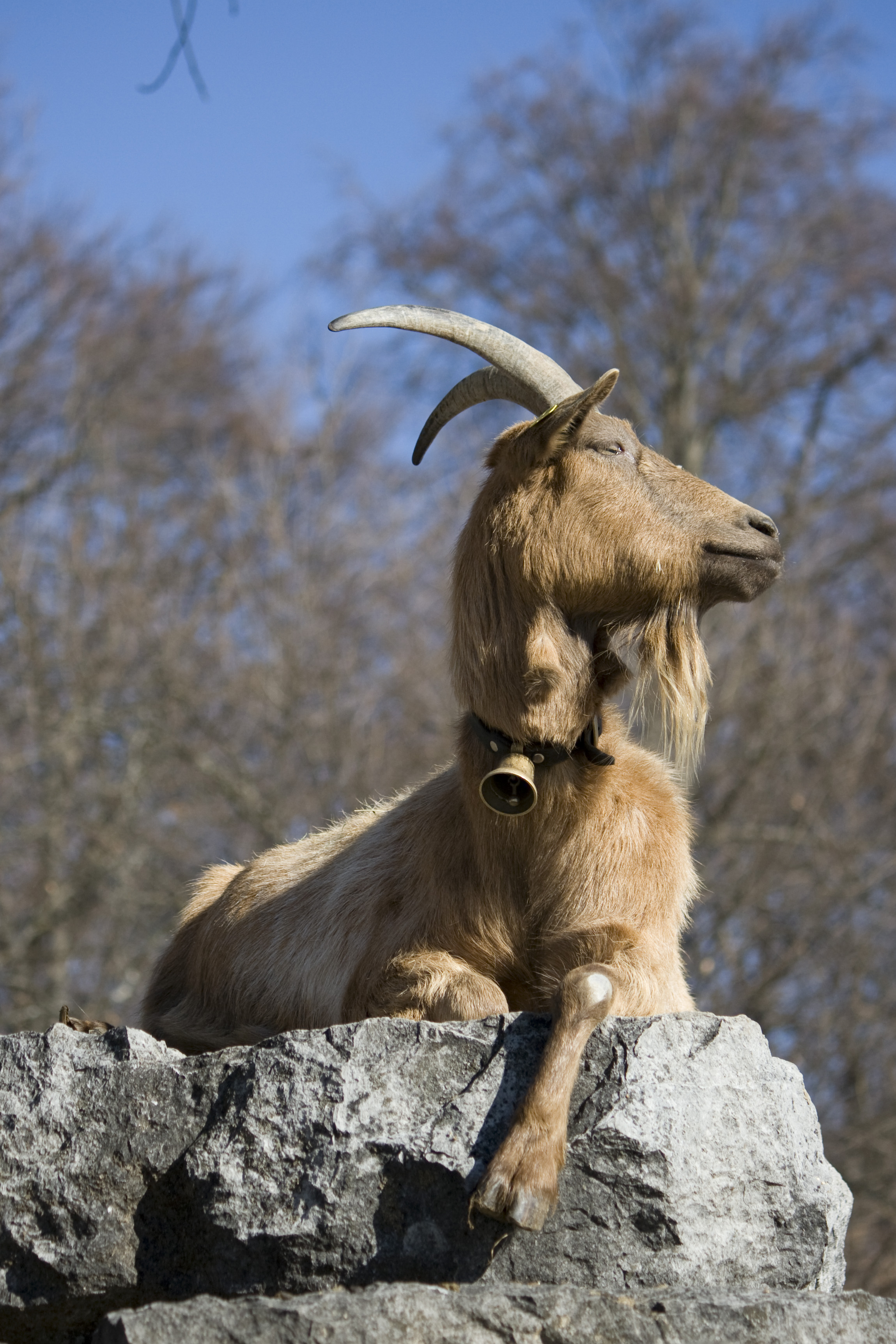
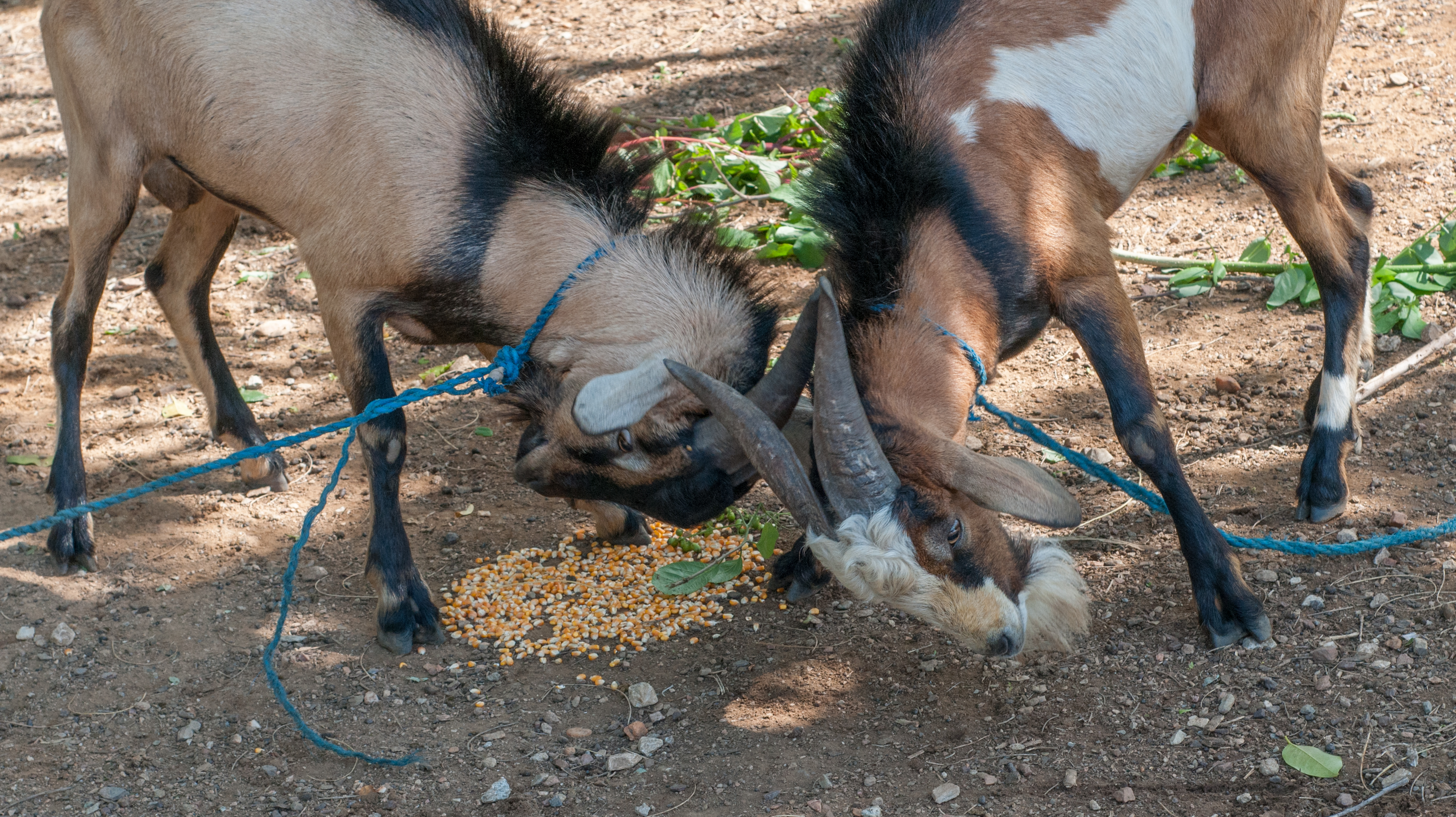
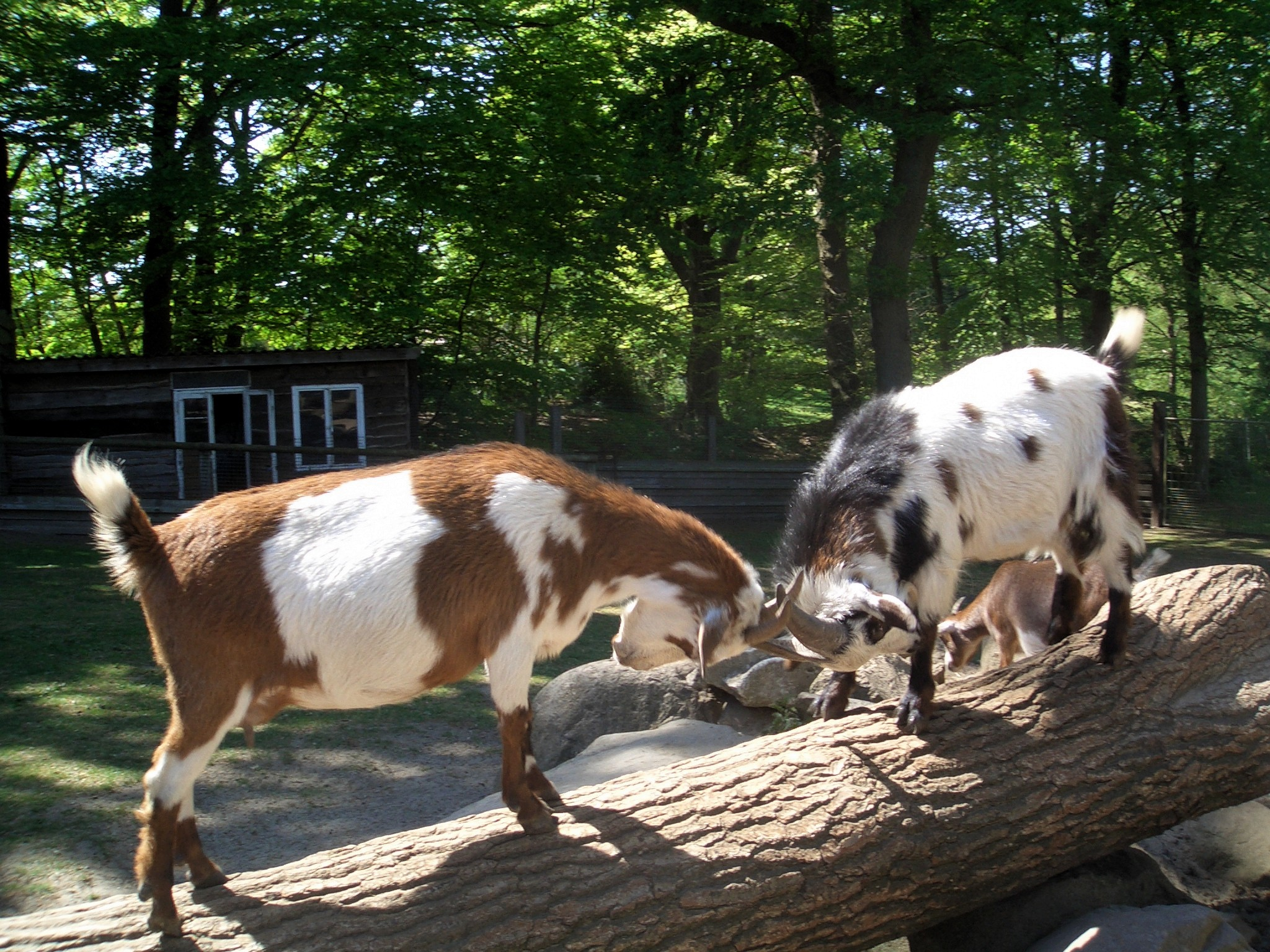
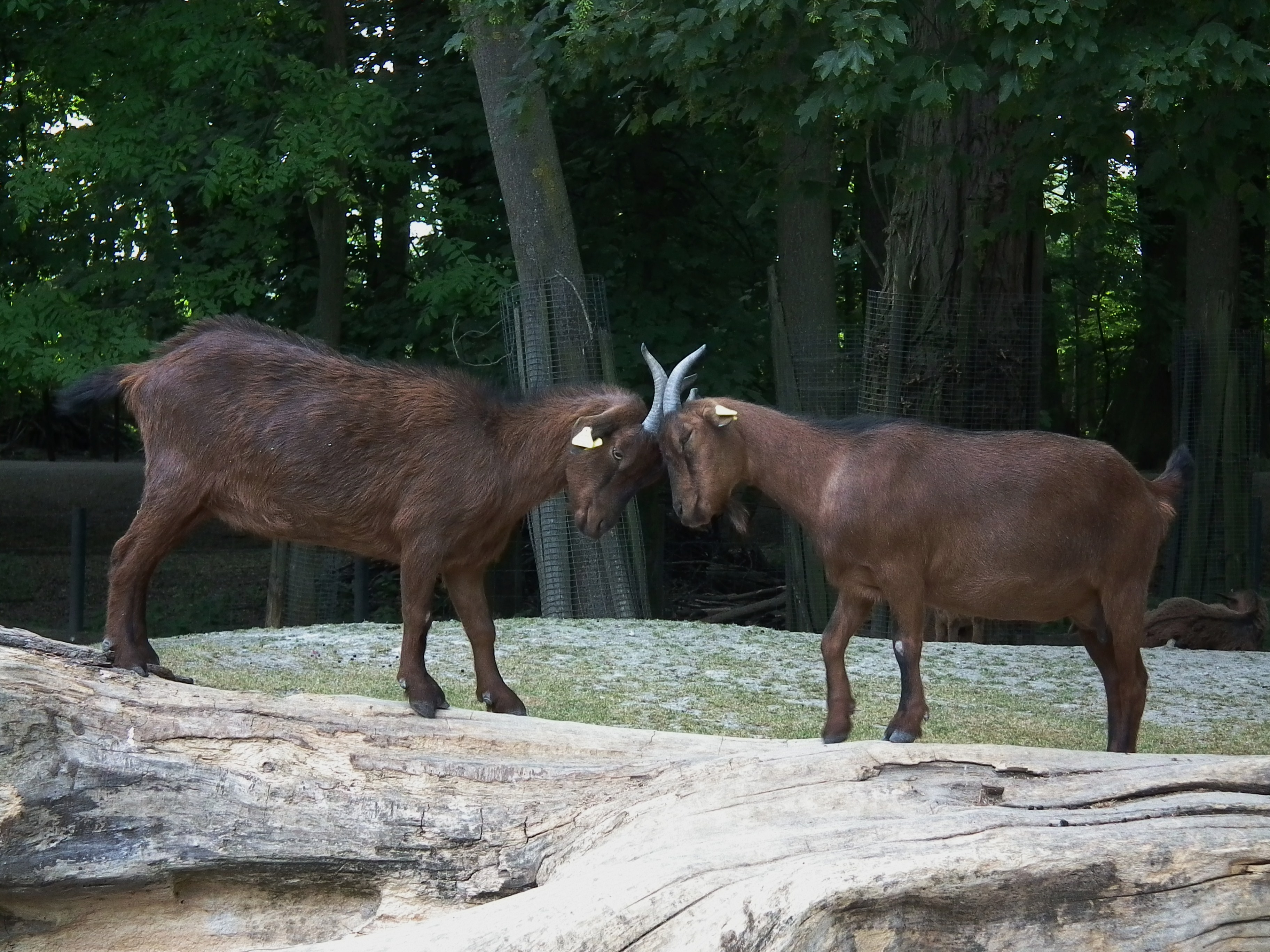
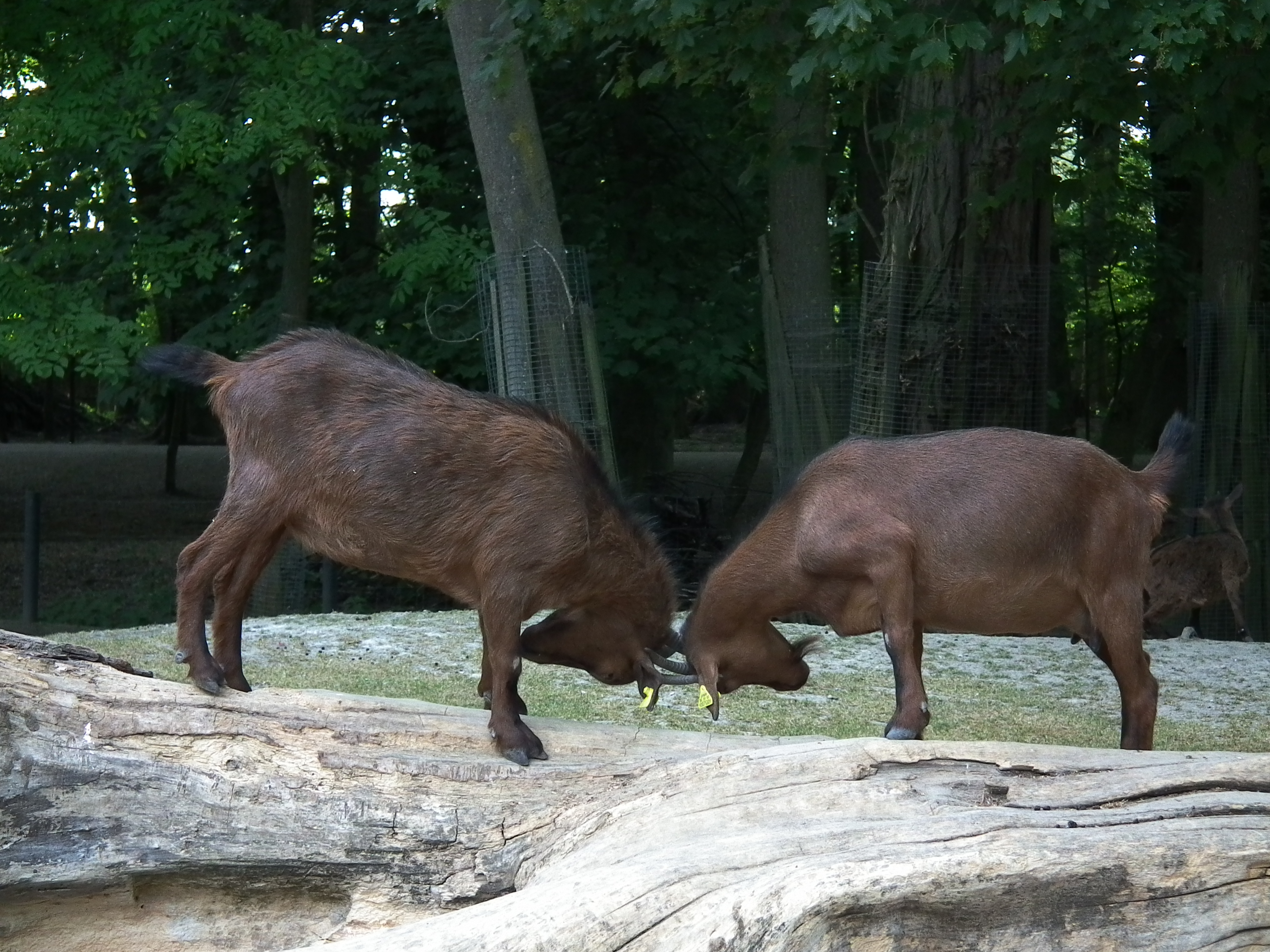
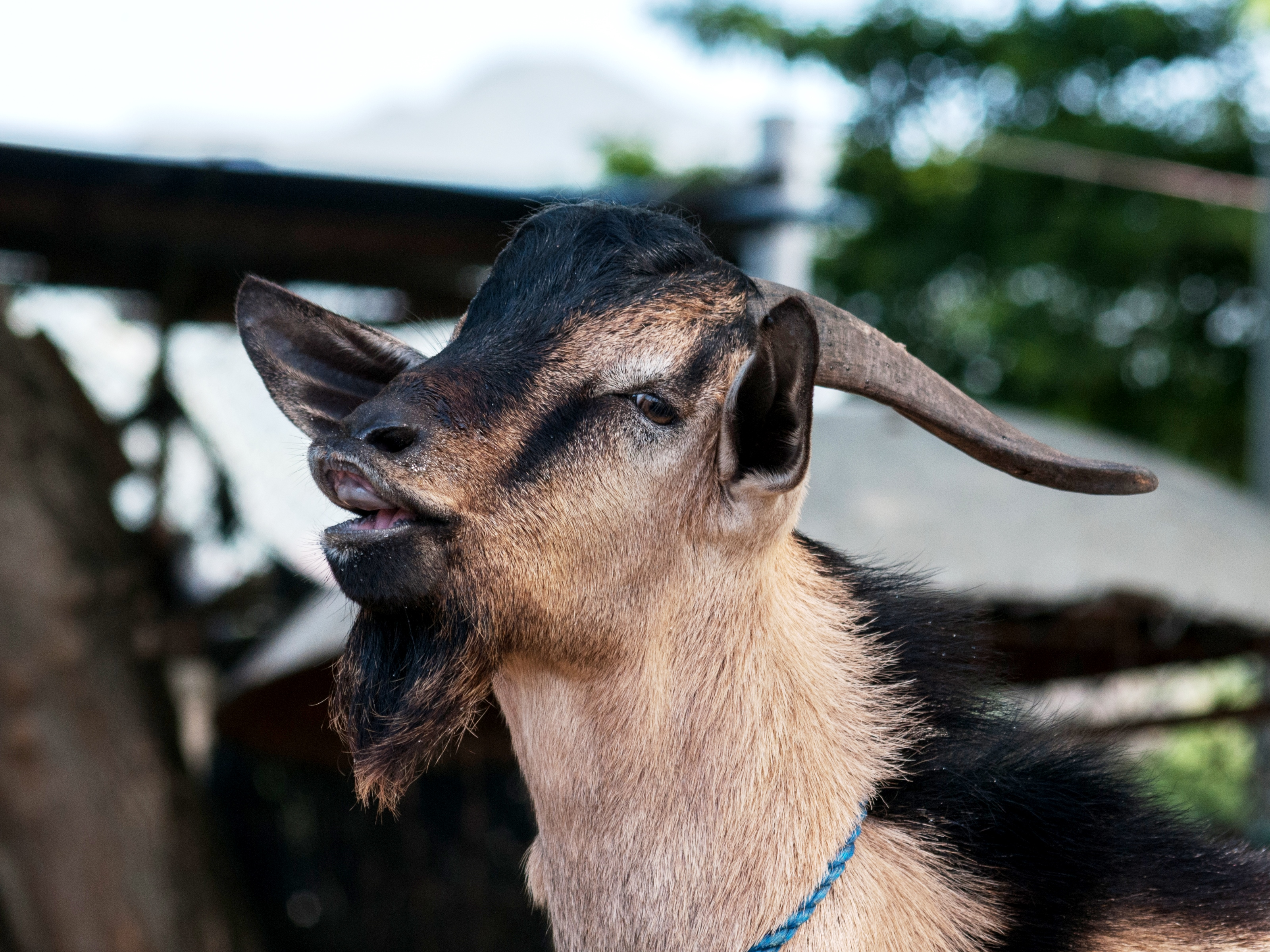
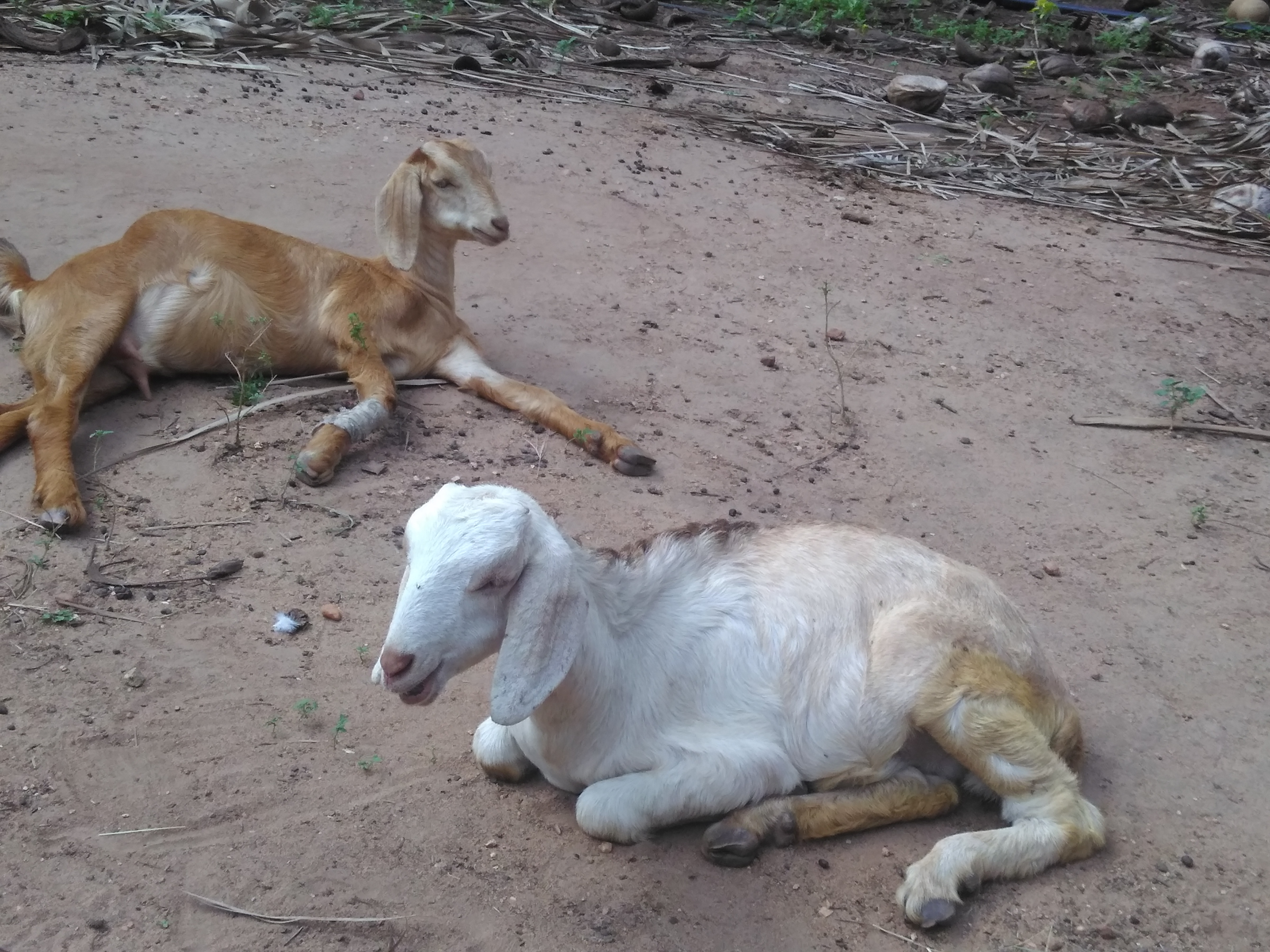